# British Academy Television Award du meilleur acteur
Le British Academy Television Award du meilleur acteur (British Academy Television Award for Best Actor) est une récompense de la télévision britannique décernée depuis 1954 par la British Academy of Film and Television Arts (BAFTA) lors de la cérémonie annuelle des British Academy Television Awards.

## Palmarès

### Années 1990
- 1990 : John Thaw dans Inspecteur Morse (Inspector Morse)
  - Joss Ackland dans First and Last
  - John Gielgud dans Summer's Lease
  - Alfred Molina dans The Accountant
- 1991 : Ian Richardson dans House of Cards
  - Albert Finney dans The Green Man
  - David Suchet dans Hercule Poirot (Agatha Christie's Poirot)
  - John Thaw dans Inspecteur Morse (Inspector Morse)
- 1992 : Robert Lindsay dans G.B.H.
  - Tom Bell dans Suspect numéro 1 (Prime Suspect)
  - Michael Palin dans G.B.H.
  - John Thaw dans Inspecteur Morse (Inspector Morse)
- 1993 : John Thaw dans Inspecteur Morse (Inspector Morse)
  - Alan Bates dans Unnatural Pursuits
  - Brian Cox dans The Lost Language of Cranes
  - Ian Richardson dans An Ungentlemanly Act
- 1994 : Robbie Coltrane dans Cracker
  - Michael Kitchen dans To Play the King
  - Neil Pearson dans Between the Lines
  - Ian Richardson dans To Play the King
- 1995 : Robbie Coltrane dans Cracker
  - Pete Postlethwaite dans Martin Chuzzlewit
  - Paul Scofield dans Martin Chuzzlewit
  - Tom Wilkinson dans Martin Chuzzlewit
- 1996 : Robbie Coltrane dans Cracker
  - Colin Firth dans Orgueil et Préjugés (Pride and Prejudice)
  - Robert Lindsay dans Jake's Progress
  - Ian Richardson dans Décompte infernal (The Final Cut)
  - Benjamin Whitrow dans Orgueil et Préjugés (Pride and Prejudice)
- 1997 : Nigel Hawthorne dans The Fragile Heart
  - Christopher Eccleston dans Our Friends in the North
  - Albert Finney dans Cold Lazarus/Karaoke
  - Peter Vaughn dans Our Friends in the North
- 1998 : Simon Russell Beale dans A Dance to the Music of Time
  - Robert Carlyle dans Hamish MacBeth
  - Derek Jacobi dans Breaking the Code
  - Tom Wilkinson dans Cold Enough for Snow
- 1999 : Tom Courtenay dans A Rather English Marriage
  - Robert Carlyle dans Looking after Jo Jo
  - Albert Finney dans A Rather English Marriage
  - Timothy Spall dans Our Mutual Friend

### Années 2000
- 2000 : Michael Gambon dans Wives and Daughters
  - Aidan Gillen dans Queer as Folk
  - Pete Postlethwaite dans Lost for Words
  - Timothy Spall dans Shooting the Past
- 2001 : Michael Gambon dans Longitude
  - Steven Mackintosh dans Care
  - Pete Postlethwaite dans The Sins
  - Ken Stott dans The Vice
- 2002 : Michael Gambon dans Perfect Strangers (en)
  - Alan Bates dans Love in a Cold Climate
  - Timothy Spall dans Vacuuming Completely Nude in Paradise
  - David Suchet dans The Way We Live Now
- 2003 : Albert Finney dans The Gathering Storm
  - Kenneth Branagh dans Conspiration (Conspiracy)
  - Kenneth Branagh dans Shackleton
  - James Nesbitt dans Bloody Sunday
- 2004 : Bill Nighy dans Jeux de pouvoir (State of Play)
  - Jim Broadbent dans The Young Visiters
  - Christopher Eccleston dans The Second Coming
  - David Morrissey dans Jeux de pouvoir (State of Play)
- 2005 : Rhys Ifans dans Not Only But Always
  - Benedict Cumberbatch dans Hawking
  - Mark Strong dans The Long Firm
  - Michael Sheen dans Dirty Filthy Love
- 2006 : Mark Rylance dans The Government Inspector
  - Bernard Hill dans A Very Social Secretary
  - Denis Lawson dans Bleak House
  - Rufus Sewell dans ShakespeaRe-Told: The Taming of the Shrew
- 2007 : Jim Broadbent dans Longford
  - Andy Serkis dans Longford
  - Michael Sheen dans Kenneth Williams: Fantabulosa!
  - John Simm dans Life on Mars
- 2008 : Andrew Garfield pour le rôle de Jack Burridge dans Boy A
  - Tom Hardy pour le rôle de Stuart Shorter dans Stuart: A Life Backwards
  - Matthew Macfadyen pour le rôle de Charlie dans Secret Life
  - Antony Sher pour le rôle de Primo Levi dans Primo
- 2009 : Stephen Dillane pour le rôle d'Anthony Hurndall                          dans The Shooting of Thomas Hurndall
  - Jason Isaacs pour le rôle de Harry H. Corbett dans The Curse of Steptoe
  - Ken Stott pour le rôle de Hancock  dans Hancock and Joan
  - Ben Whishaw pour le rôle de Ben Coulter dans Criminal Justice

### Années 2010
- 2010 : Kenneth Branagh pour le rôle de Kurt Wallander dans Les Enquêtes de l'inspecteur Wallander (Wallander)
  - Brendan Gleeson pour le rôle de Winston Churchill dans Into The Storm
  - John Hurt pour le rôle de Quentin Crisp dans An Englishman in New York
  - David Oyelowo pour le rôle de Gilbert dans Small Island
- 2011 : Daniel Rigby pour le rôle d'Eric Morecambe dans Eric and Ernie
  - Jim Broadbent pour le rôle de Logan Mountstuart (vieux) dans Any Human Heart
  - Benedict Cumberbatch pour le rôle de Sherlock Holmes dans Sherlock
  - Matt Smith pour le rôle du Docteur dans Doctor Who
- 2012 : Dominic West pour le rôle de Fred West dans Une femme de confiance
  - Benedict Cumberbatch pour le rôle de Sherlock Holmes dans Sherlock
  - Joseph Gilgun pour le rôle de Woody dans This Is England '88
  - John Simm pour le rôle de Tom dans Exile
- 2013 : Ben Whishaw pour le rôle du roi Richard II dans The Hollow Crown: Richard II
  - Sean Bean pour le rôle de Simon dans Accused: Tracie's Story
  - Derek Jacobi pour le rôle d'Alan Buttershaw dans Last Tango in Halifax
  - Toby Jones pour le rôle d'Alfred Hitchcock dans The Girl
- 2014 : Sean Harris pour le rôle de Stephen Morton dans Southcliffe
  - Jamie Dornan pour le rôle de Paul Spector dans The Fall
  - Luke Newberry pour le rôle de Kieren "Ren" Walker dans In the Flesh
  - Dominic West pour le rôle de Richard Burton dans Burton & Taylor
- 2015 : Jason Watkins pour le rôle de Christopher Jefferies dans The Lost Honor of Christopher Jefferies
  - Benedict Cumberbatch pour le rôle de Sherlock Holmes dans Sherlock
  - Toby Jones pour le rôle de Neil Baldwin dans Marvellous
  - James Nesbitt pour le rôle de Tony Hughes dans The Missing
- 2016 : Mark Rylance pour le rôle de Thomas Cromwell dans Wolf Hall
  - Ben Whishaw pour le rôle de Daniel Holt dans London Spy
  - Idris Elba pour le rôle de John Luther dans Luther
  - Stephen Graham pour le rôle d'Andrew "Combo" Gascoigne This Is England '90
- 2017 : Adeel Akhtar pour le rôle de Shahzad Khan dans Murdered by My Father
  - Babou Ceesay pour le rôle de Richard Taylor dans Damilola, Our Loved Boy
  - Robbie Coltrane pour le rôle de Paul Finchley dans National Treasure
  - Benedict Cumberbatch pour le rôle de Richard III dans The Hollow Crown (The Hollow Crown: The Wars of the Roses)
- 2018 : Sean Bean pour le rôle de Michael Kerrigan dans Broken
  - Jack Rowan pour le rôle de Sam Woodford dans Born to Kill
  - Joe Cole pour le rôle de Frank dans Black Mirror
  - Tim Pigott-Smith pour le rôle du Roi Charles III dans King Charles III
- 2019 :  Benedict Cumberbatch pour le rôle de Patrick Melrose dans Patrick Melrose
  - Hugh Grant pour le rôle de Jeremy Thorpe dans A Very English Scandal
  - Lucian Msamati pour le rôle de Tobi Akindele dans Kiri
  - Chance Perdomo pour le rôle de Jerome Rogers dans Killed by My Debt

### Années 2020
- 2020 : Jared Harris pour le rôle de Valeri Legassov dans Chernobyl
  - Stephen Graham pour le rôle de Joseph Lowery dans The Virtues
  - Takehiro Hira pour le rôle de Kenzo Mori dans Giri/Haji
  - Callum Turner pour le rôle de Shaun Emery dans The Capture
- 2021 : Paul Mescal pour le rôle de Connell Waldron dans Normal People
  - John Boyega pour le rôle de Leroy Logan dans Rouge, blanc et bleu
  - Paapa Essiedu pour le rôle de Kwame dans I May Destroy You
  - Shaun Parkes pour le rôle de Frank Crichlow dans Mangrove
  - Josh O'Connor pour le rôle de Charles, Prince de Galles dans The Crown
  - Waleed Zuaiter pour le rôle de Muhsin Kadr al-Khafaji dans Baghdad Central
- 2022 : Sean Bean pour le rôle de Mark Cobden dans Time (en)
  - Samuel Adewunmi (en) pour le rôle de Hero dans You Don't Know Me (en)
  - David Thewlis pour le rôle de Christopher Edwards dans Landscapers (en)
  - Olly Alexander pour le rôle de Ritchie Tozer dans It's a Sin
  - Stephen Graham pour le rôle de Tony dans Help (en)
  - Hugh Quarshie pour le rôle de Neville Lawrence dans Stephen (en)
- 2023 : Ben Whishaw pour le rôle d'Adam Kay dans This Is Going to Hurt
  - Taron Egerton pour le rôle de James "Jimmy" Keene Jr. dans Black Bird
  - Gary Oldman pour le rôle de Jackson Lamb dans Slow Horses
  - Martin Freeman pour le rôle de Chris Carson dans The Responder
  - Cillian Murphy pour le rôle de Tommy Shelby dans Peaky Blinders
  - Chaske Spencer pour le rôle de Sgt. Eli Whipp / Wounded Wolf dans The English